# Edmundo (futebolista)
Edmundo Alves de Souza Oliveira (Niterói, 2 de abril de 1971) é um ex-futebolista brasileiro que atuava como atacante. Foi comentarista do Grupo Bandeirantes na TV e no rádio.
Iniciou sua carreira profissional em 1992 pelo Vasco da Gama, clube em que mais se destacou, declara-se torcedor, e com o qual é identificado, sendo escolhido por jornalistas o segundo maior ídolo da história do clube. Atingiu inicialmente grande destaque no futebol brasileiro no Palmeiras, onde conquistou diversos títulos de expressão e também é considerado um dos maiores jogadores da história. Bem mais tarde, passou pelos rivais do Vasco, Flamengo e Fluminense, além da Fiorentina, da Itália. Nos rivais, teve passagens rápidas e apagadas, na Itália foi destaque em campo porém sua passagem foi extremamente conturbada. Defendeu também Corinthians e Santos, dois rivais do Palmeiras, equipe pela qual ele já declarou ter bastante carinho e identificação.
Ficou conhecido como Animal, apelido criado pelo narrador Osmar Santos, durante a passagem do jogador pelo Palmeiras, por seu futebol habilidoso que o levava a ser diversas vezes eleito o melhor jogador da partida.
Em dezembro de 1995, envolveu-se em um acidente de carro que resultou na morte de três pessoas. Em 15 de setembro de 2011, após oito anos entre a última causa interruptiva, o ministro Joaquim Barbosa, do Supremo Tribunal Federal, declarou extinta a pena.

## Carreira

### Início no Vasco da Gama
Vivendo uma infância muito humilde no bairro do Fonseca, em Niterói, Edmundo começou a jogar no futsal, no clube homônimo a seu bairro. Aos nove anos o namorado da sua tia, que era professor de judô, o levou para o Vasco. Em 1982 Edmundo teria ainda uma rápida passagem pela equipe de futsal do Botafogo. Neste foi expulso por ter se exposto sem roupas na concentração.
Imensamente talentoso, não levaria tempo para atingir o estrelato. Contudo, ao mesmo tempo que se via crescendo no futebol, passou a ser responsável pela subsistência do seu lar. "De repente, eu me vi como a pessoa que sustentava a casa", diz Edmundo, "foi muita coisa nas minhas costas". Tal carga, mais tarde, potencializada por uma falta de estrutura do jogador, se provaria como um fator capital para as suas confusões dentro de campo.
O jogador começou a ter destaque na mídia no dia 25 de agosto de 1991, num jogo preliminar de juniores antes do clássico onde o Vasco enfrentaria o Botafogo. Sob os olhares dos torcedores presentes no Maracanã e vestindo a camisa 15, ele partiu com a bola dominada atrás do meio-campo, driblou quatro adversários e o goleiro, marcando um golaço que o levou a ser comparado a Pelé pelos jornais esportivos.
Em 1992, Edmundo subiu ao profissional e foi lançado como titular pelo técnico Nelsinho Rosa, formando uma dupla de ataque letal com Bebeto. Sua estreia pelo Vasco foi em 26 de janeiro daquele ano, quando foi eleito o melhor em campo, mesmo não marcando, na goleada de 4 a 1 sobre o Corinthians pelo Campeonato Brasileiro de 1992 em pleno Pacaembu. Naquele instante, surgia para o cenário nacional o que seria depois, na opinião de muitos, o maior ídolo de uma geração de torcedores do clube e um dos jogadores mais talentosos da história do futebol brasileiro. Edmundo seguiu fazendo grandes atuações com a camisa cruzmaltina naquele campeonato, como quando marcou seus dois primeiros gols como profissional, na vitória por 4 a 0 diante do Atlético Mineiro e como no seu primeiro clássico contra o arquirrival Flamengo (clube que se tornaria uma das vítimas preferidas de Edmundo na carreira), partida vencida pelo Vasco por 4 a 2 com belo gol do atacante. Aos 20 anos, o impetuoso Edmundo terminou o certame como o vice-artilheiro da equipe e sendo eleito como a grande revelação do campeonato.
O atacante repetiu as belas atuações no Campeonato Carioca de 1992 e ajudou o Vasco a conquistar o troféu de maneira invicta, seu primeiro título profissional na carreira. Suas performances o levaram a ser convocado para a Seleção Brasileira ainda em seu primeiro ano como profissional, através do treinador Carlos Alberto Parreira. Fez sua estreia com a amarelinha num amistoso contra o México na Copa da Amizade.
A ascensão imediata fez nascer o interesse de outros clubes no atacante. Assim, Edmundo acabou se transferindo para o Palmeiras em 1993, que recentemente havia fechado uma parceria de sucesso com a Parmalat e faria grandes contratações, comprando o jogador em um negócio envolvendo cerca de US$ 2 milhões.
Edmundo, entre idas e vindas jogando pelo Vasco da Gama, teve 5 passagens por São Januário, além do jogo de despedida em 2012, atuando em 244 jogos e marcando 138 gols. Tornou-se o 2° maior artilheiro do Vasco nos anos 90 com 90 gols e no geral o 11° maior artilheiro de todos os tempos da história do clube.

### Palmeiras
No time alviverde, não tardou a cair nas graças da torcida, logo mostrando a razão pela qual se tornaria um dos maiores ídolos da história do clube. Naquele ano, com belas atuações ao longo da competição, Edmundo ajudaria o Palmeiras a se livrar de um jejum de títulos que durava desde os anos 1970, ao faturar o Campeonato Paulista de 1993 sobre o Corinthians. O sabor foi ainda mais especial, pois, na primeira partida da final, vencida pelos corintianos, o adversário Viola provocara os palmeirenses na comemoração de seu gol, onde imitou um porco. Na segunda partida final, o Palmeiras devolveu com um sonoro 4 a 0. Edmundo não marcou nessa decisão, participando apenas do quarto gol, onde sofreu o pênalti que seria convertido por Evair, mas exibiu certa agressividade que já começava a caracterizá-lo: depois de agredido com um soco, revidou ao aplicar uma voadora em Paulo Sérgio, tudo na frente do bandeirinha Oscar Roberto Godoy. Levou apenas um cartão amarelo do árbitro José Aparecido.
Ainda em 1993, o Palmeiras continuou sua sina vencedora, conquistando outros dois torneios: o Rio-São Paulo, também sobre o arquirrival Corinthians, com um imparável Edmundo, autor dos dois gols da vitória por 2 a 0 na partida de ida da decisão (A partida de volta terminou empatada em 0 a 0 e o Palmeiras levantou o troféu) e o Campeonato Brasileiro de 1993, onde o atacante foi o artilheiro da equipe com 11 gols marcados, além de fazer o gol do título palmeirense na partida de volta da decisão contra o Vitória (O Palmeiras venceu a ida por 1 a 0 e a volta por 2 a 0). Assim, firmado como um dos craques do futebol brasileiro, recebeu sua primeira Bola de Prata da Revista Placar como o melhor atacante do certame nacional. Naquele ano, terminou como o artilheiro da temporada palmeirense, com 27 gols marcados. Também neste ano, em decorrência de suas belas exibições, foi convocado para a Seleção Brasileira para a disputa da Copa América de 1993.
No ano seguinte, um fato curioso ocorreu: o Parma da Itália, clube pertencente a empresa de laticínios Parmalat (grande parceira do Palmeiras) tinha um amistoso marcado na Colômbia contra a seleção local, contudo a equipe italiana tinha apenas seis titulares e alguns reservas para a partida, uma vez que muitos jogadores já estavam se apresentando para a Copa do Mundo daquele ano. Edmundo por sua vez, estava afastado do elenco palmeirense por decisão da diretoria em decorrência de um de seus atos de indisciplina e o Parma, através da Parmalat, acabou pedindo o craque por empréstimo para a disputa do amistoso. O pedido foi aceito imediatamente, até mesmo pelo próprio Edmundo, que estava na praia, no Rio de Janeiro, quando recebeu a notícia e gostou da ideia, todavia, deixou claro que não ia para o clube italiano em definitivo. O atacante viajou para a Colômbia dois dias antes do amistoso e se apresentou ao clube italiano já no hotel onde estavam concentrados. A partida terminou com a derrota do Parma por 3 a 1 para os colombianos, sendo Edmundo o autor do único gol da equipe italiana. Ainda jogou mais uma partida pelo Parma, dessa vez contra o Juventude pela Copa Parmalat (competição amistosa composta pelos clubes patrocinados pela empresa de laticínios), também sendo derrotado por 3 a 1. Posteriormente, foi reintegrado ao elenco palmeirense.
Naquele ano, mais uma vez se tornou fundamental em conquistas do clube, como no bicampeonato Paulista e o Campeonato Brasileiro de 1994 - outro título sobre o arquirrival Corinthians, em que o Palmeiras reunia um de seus elencos mais celebrados, embora existissem problemas de relacionamento: além de Edmundo, estavam no clube naqueles tempos Antônio Carlos (com quem quase chegara às vias de fato no intervalo de um clássico contra o São Paulo - apenas mais tarde, quando se reencontraram no futebol italiano, superaram as diferenças), César Sampaio, Cléber, Edílson, Evair, Mazinho, Flávio Conceição, Rivaldo, Roberto Carlos, Velloso e Zinho. O Palmeiras venceu a primeira decisão por 3 a 1 com Edmundo marcando o último gol da equipe palmeirense, decretando a vitória sobre o rival. Na segunda partida da decisão, deu assistência de bandeja para Rivaldo fazer o gol do empate por 1 a 1, garantindo o título palmeirense. Mesmo com as performances avassaladoras em campo, Edmundo não foi convocado para a Copa do Mundo de 1994, o que foi considerado uma injustiça na opinião de muitos torcedores e até atletas. Anos mais tarde, aposentado, Edmundo declarou que naquele ano o Real Madrid tentou comprá-lo, contudo, recusou a proposta, uma vez que os espanhóis ofereceram um salário menor do que o recebido por ele no Palmeiras, afirmando inclusive que o clube brasileiro é maior que o clube espanhol.
Foi em São Paulo que Edmundo ganhou o apelido que levaria por toda a carreira: Animal. Osmar Santos, um dos mais conceituados radialistas e locutores esportivos, concedia o apelido ao melhor jogador de cada rodada. Edmundo foi várias vezes destaque, e consequentemente diversas vezes agraciado com o apelido, que acabou identificando-o com a torcida palmeirense que diversas vezes cantava o nome do jogador: "Au, au, au, Edmundo é animal". Contudo, devido ao seu temperamento arredio e o costume de levar cartões vermelhos, o apelido acabou por ganhar um significado pejorativo, de um jogador irresponsável e que não mede a consequência de seus atos. Dois deles acabaram marcantes, na época: a briga generalizada que iniciou em um jogo de 1994 contra o São Paulo ao dar um soco no lateral André (que chegou a prestar queixa em delegacia), justamente na partida que seria celebrada como "clássico da paz". E, no ano seguinte, pela Taça Libertadores da América, ao agredir um repórter que foi entrevistá-lo e seu câmera após derrota de 1 a 0 para o El Nacional, no Equador, em que ele perdera pênalti. Edmundo argumentara que tropeçara no equipamento do repórter, mas precisou ficar seis dias preso no hotel em Guayaquil até que fosse permitido a deixar o país.
No auge daquela braveza e extrema categoria, sua imagem fez a edição de abril de 1995 da Placar, que acabara de ser reformulada, ser a recordista do ano, vendendo 237 mil exemplares com reportagem de capa em que ele, quebrando a aura de violento, afagava um ursinho de pelúcia. Apesar de prometer na reportagem uma mudança de comportamento, entraria em nova polêmica, pela forma como saiu do Palmeiras, logo depois. Brigas com o técnico Vanderlei Luxemburgo e com companheiros como Freddy Rincón, Antônio Carlos e Evair o levaram a recusar a proposta palmeirense de renovação do contrato, embora o clube pretendesse mantê-lo. A torcida, que tanto o adorava, não o perdoou, aos gritos de "Fora, Edmundo! Você é o maior traidor do mundo!".
Apesar da despedida conturbada, o "Animal" jamais fora esquecido pelos torcedores por tudo que fizera em campo e anos depois, voltaria a vestir a camisa alviverde.

### Flamengo e Corinthians

#### Flamengo
Com o caminho livre, no meio daquele ano de 1995 Edmundo se transferiu para o Flamengo, que naquele ano comemorava o seu centenário. Sua chegada teve carreata e desfile em cima de um carro de bombeiros. Ele formaria o "ataque dos sonhos" com seu então amigo Romário - com quem gravaria o Rap dos Bad Boys - e Sávio. Edmundo, porém, não deu certo, assim como o ataque rubro-negro, o que levou a torcida vascaína a criar o coro (inspirado em um jingle da companhia aérea Varig), após um empate em 1 a 1 com o arquirrival Vasco: "Pior ataque do mundo/Pior ataque do mundo/Para um pouquinho, descansa um pouquinho/Sávio, Romário e Edmundo!" Nesse jogo, o Animal também provocou a torcida vascaína em um lance inusitado, ao balançar a genitália para a torcida.
Edmundo declaradamente vascaíno, expressaria posteriormente que se arrependera de ter saído do Palmeiras para atuar no Flamengo. Seu momento mais lembrado com a camisa rubro negra acabou sendo outra confusão: foi em jogo contra o Vélez Sarsfield, pela Supercopa Libertadores, vencido por 3 a 0. Edmundo, autor de um dos gols - colocou a bola entre as pernas de José Luis Chilavert -, sofrera um corte após levar cotovelada do zagueiro adversário Flavio Zandoná, em tentativa de drible. Constatando sangue, deu um tapa no rosto do argentino, que devolveu outro tapa; após dar as costas, o jogador do Vélez deu-lhe um soco no rosto, quando então caiu no gramado. Romário, ao ver a cena, deu uma voadora em Flavio, e seguiu-se uma batalha campal entre brasileiros e argentinos.
Mesmo não dando certo no rubro-negro, o atacante foi convocado para a disputa da Copa América de 1995 com a Seleção Brasileira, além de ter sido eleito para a seleção ideal da América do Sul e ficado em terceiro como jogador do ano do continente segundo o tradicional jornal uruguaio El País.
Ainda no final daquele ano o jogador se envolveu em um grave acidente de carro nos arredores da Lagoa Rodrigo de Freitas, em que morreram três pessoas após a colisão de seu Jeep Grand Cherokee com um Fiat Uno. Em 1999, chegou a passar uma noite na cadeia após sair sua condenação a quatro anos e meio de prisão por homicídio culposo, em regime semiaberto. Saiu no dia seguinte, por meio de habeas corpus. Em 2003, comentou sobre a tragédia à revista Placar:
| “ | No Brasil, há um movimento para se punir quem é famoso e bem sucedido. Eu vou cumprir o que for determinado (pela justiça), mas é claro que vou procurar sempre os melhores advogados e uma hora vou pegar um tribunal que não seja tão arbitrário. Olha só: os caras que mataram a Daniela Perez pagaram 250 salários mínimos de indenização. A menor indenização que paguei foi de 400 salários. Eles assassinaram a menina, p...! Acho que, quando passei a noite na cadeia, muita gente viu que estavam pegando pesado demais comigo. Eu tenho uma família, residência fixa, pago meus impostos e não quis fazer nada daquilo... | ” |

#### Corinthians
Edmundo acabou brigando com a diretoria do Flamengo, que em dezembro de 1995 o emprestou ao Corinthians. Campeão da Copa do Brasil de 1995, o alvinegro iria disputar a Taça Libertadores da América de 1996. Grande aposta do Corinthians para um título inédito, foi recebido como um ídolo na apresentação. Naquele primeiro semestre de 1996, com um excelente desempenho individual, o Animal marcou 23 gols em 33 partidas, inclusive contra os três rivais: dois sobre o Palmeiras, dois contra o São Paulo e um sobre o Santos. Contudo, o Campeonato Paulista de 1996 é vencido pelo Palmeiras e, na Libertadores, o Corinthians é eliminado pelo Grêmio nas quartas-de-final. Apesar das boas atuações com a camisa alvinegra, Edmundo acaba voltando ao Vasco da Gama (que já negociava com o rival para o retorno do atacante), sem dar satisfações à diretoria corintiana, após discutir com o goleiro Nei e brigar com o zagueiro Cris.

### O auge no Vasco da Gama
Edmundo retorna ao clube de coração em agosto de 1996, tendo o seu passe comprado por US$ 5 milhões. No Campeonato Brasileiro de 1996, é a grande estrela que salva o Vasco da ameaça de rebaixamento. Sua estreia se dá na vitória de 2 a 1 sobre a Portuguesa. Foi saudado pela torcida aos gritos de "Au, au, au, Edmundo é bacalhau" e declarou aos repórteres no intervalo: "O Vasco, há muito tempo, não tem um grande ídolo. Não sei nem se serei eu esse ídolo. Mas apenas fui escolhido. E me sinto feliz por isso". No decorrer da competição mostrou que seria. Fez uma estupenda partida contra o arquirrival Flamengo, marcando um hat trick na vitória da equipe vascaína por 4 a 1 (feito que repetiria no ano seguinte) e termina o campeonato como artilheiro da equipe.
Seu melhor momento, no clube e na carreira, viria no ano seguinte. Inicialmente, o Carioca de 1997 acabou perdido para o Botafogo, em finais lembradas pelas requebradas de Edmundo na frente de Gonçalves na primeira partida da decisão, vencida pelo Vasco. Todavia, os rivais deram o troco na segunda, com o adversário Dimba devolvendo também as dancinhas.
Após o título da Copa América de 1997 com a Seleção Brasileira (em que fizera um dos gols do título), foi no Campeonato Brasileiro que Edmundo cravou seu nome pra sempre na história do Vasco e na memória de quem o viu fazer mágica. Reeditou a dupla com Evair e liderou uma talentosa equipe — os jovens Pedrinho, Felipe, Juninho, Ramon e Odvan, e os veteranos Carlos Germano, Mauro Galvão, Luisinho — em uma grande campanha rumo ao título brasileiro. Ele foi o artilheiro isolado do campeonato com a marca de 29 gols, superando em um gol o recorde do atleticano Reinaldo, que durava 20 anos. Seu recorde só iria cair quando o Brasileirão adotou o sistema de pontos corridos, em 2003, onde há turno e returno entre todos os times e, com isso, mais jogos. Nove desses gols são lembrados em especial: os seis da vitória por 6 a 0 sobre o União São João, em noite em que ele inclusive perdera pênalti, sendo esse o recorde de gols feitos por um jogador em uma partida do Campeonato Brasileiro; e três na vitória por 4 a 1 sobre o arquirrival Flamengo nas semifinais, na noite especial em que ele superou Reinaldo, também marcada pelas comemorações irreverentes, sobretudo após marcar um golaço (o seu terceiro na partida), dançando em clara provocação a torcida rubro-negra. Além da absurda marca de gols, Edmundo também foi quem deu mais assistências no campeonato.
Apesar de não ter marcado nos dois jogos da finais, contra o Palmeiras, houve uma polêmica em sua atuação. No primeiro jogo, no Estádio do Morumbi, Edmundo havia recebido um cartão amarelo e seria, assim, suspenso do último e decisivo jogo. Foi alertado pelo banco de reservas, então, para cavar uma expulsão, sendo assim não julgado a tempo pelo tribunal. Fora a sua segunda polêmica no campeonato; na primeira, proferira uma frase preconceituosa contra o árbitro cearense Francisco Dacildo Mourão, que apitara o jogo do Vasco contra o América, em Natal: "A gente vem na Paraíba, um paraíba apita, só pode prejudicar a gente, né?".
Ao final da segunda partida da decisão, com o título brasileiro assegurado e confirmando o êxtase de um Maracanã abarrotado em que os torcedores invadiram o gramado para carregá-lo nos braços, o jogador afirmou:
| “ | Esse é o título mais importante da minha vida. | ” |

Naquele campeonato, Edmundo alcançou a artilharia isolada terminando com uma incrível média de gols superior a de um gol por partida (29 gols em 28 partidas) e também com o maior número de assistências distribuídas. Em decorrência de suas exibições geniais, foi premiado com a Bola de Ouro da revista Placar, como o melhor jogador do campeonato e também recebeu duas Bolas de Prata, como o melhor atacante do certame e como artilheiro. Também foi eleito, por mais uma vez, para a Seleção ideal da América do Sul.[carece de fontes?] Na opinião popular, bem como na de alguns jornalistas e jogadores, Edmundo teria sido o melhor jogador do mundo naquela temporada. Naquele ano, o Animal marcou 42 gols em 52 partidas.
Abaixo, todos os gols de Edmundo no Campeonato Brasileiro de 1997:
| Data           | Adversário          | Placar | Estádio         | Gols | Total |
| -------------- | ------------------- | ------ | --------------- | ---- | ----- |
| 16 de julho    | Corinthians         | 1 a 2  | Pacaembu        | 1    | 1     |
| 3 de agosto    | Fluminense          | 3 a 1  | Maracanã        | 1    | 2     |
| 17 de agosto   | Bragantino          | 3 a 0  | São Januário    | 1    | 3     |
| 30 de agosto   | Sport               | 3 a 2  | Ilha do Retiro  | 2    | 5     |
| 11 de setembro | União São João      | 6 a 0  | São Januário    | 6    | 11    |
| 14 de setembro | Vitória             | 4 a 2  | Barradão        | 1    | 12    |
| 20 de setembro | Paraná              | 4 a 1  | São Januário    | 2    | 14    |
| 28 de setembro | Portuguesa          | 2 a 1  | Canindé         | 1    | 15    |
| 1 de outubro   | Palmeiras           | 2 a 1  | São Januário    | 1    | 16    |
| 5 de outubro   | Atlético Paranaense | 2 a 1  | São Januário    | 1    | 17    |
| 11 de outubro  | Coritiba            | 3 a 1  | Couto Pereira   | 3    | 20    |
| 26 de outubro  | Criciúma            | 4 a 3  | Heriberto Hülse | 2    | 22    |
| 2 de novembro  | Bahia               | 3 a 1  | São Januário    | 2    | 24    |
| 15 de novembro | Juventude           | 3 a 0  | Olímpico        | 1    | 25    |
| 26 de novembro | Portuguesa          | 2 a 1  | Maracanã        | 1    | 26    |
| 3 de dezembro  | Flamengo            | 4 a 1  | Maracanã        | 3    | 29    |

### Fiorentina
Depois da final de 1997, Edmundo rumou para a Fiorentina da Itália, transferência acertada há alguns meses antes, em um negócio de cerca de US$ 9 milhões. O vice-presidente de futebol do Vasco, Eurico Miranda, ainda tentou cancelar o negócio após o fechamento em tentativa de valorizar a negociação, contudo a transferência fora realizada.
Os primeiros meses na Itália foram turbulentos, o técnico Alberto Malesani nem sempre o escalava como titular, fato que fez Edmundo dar os primeiros sinais de seu forte temperamento como criticar um companheiro de equipe com o qual disputava posição e temendo não ser convocado para a Copa do Mundo de 1998, ameaçar não retornar ao clube caso não fosse titular, ignorando o prazo dado pelo clube após viajar ao Brasil em época de Carnaval, se reapresentando somente no mês seguinte. Tal relação entre Edmundo e o Carnaval também era ironizada pelos jornalistas italianos, em uma coletiva com o atacante, o assessor do clube informou que Edmundo falaria apenas cinco minutos, quando um jornalista devolveu: "Por quê? É Carnaval de novo no Brasil?".
Após a derrota na final da Copa do Mundo de 1998 com a Seleção Brasileira, sua segunda temporada pela Fiorentina prometia ser diferente. Sob o comando do novo treinador, Giovanni Trapattoni, o Animal formou uma dupla de ataque letal com Gabriel Batistuta e ainda tinham a companhia de Rui Costa, trio que ficou conhecido como "Trio delle meraviglie" e brilhou naquele campeonato. Quanto ao relacionamento com os companheiros Edmundo deu vazão ao temperamento que o caracterizou durante toda sua carreira. Naquele ano de 1998, em outubro, na derrota para a Roma, ao ser substituído Edmundo ofendeu Trapattoni, em frente as câmeras de televisão. Não satisfeito, voltou a insultar o técnico no vestiário. Poucos dias depois, após um bate boca, saiu no tapa com o meia Emiliano Bigica, até então seu melhor amigo na cidade. Destarte, ao passo que Edmundo encantava os italianos e a crônica esportiva com a sua classe em campo, o desafio de Trapattoni era domar o genioso atacante: "Edmundo é como uma mulher fascinante, a qual conquistar é estimulante, mas logo o conquistador tem que recorrer a broncas para acalmar", comparou. As exibições inspiradas de Edmundo, aliadas a veia goleadora do companheiro Batistuta alimentavam o sonho do clube em ser campeão naquela temporada. Após mais uma grande partida, derrotando a Juventus por 1 a 0, em que Edmundo dera assistência de bandeja para gol de Batistuta e sendo considerado o homem-chave da vitória, o Corriere dello Sport definiu: "Edmundo é o fogo que entusiasma toda Florença, particularmente quando parece ausentar-se do jogo e reaparece com a autoridade de grande protagonista".
Em março, o problema derradeiro: com aval da diretoria da Fiorentina (por cláusula contratual), desfalcou o time em um dos jogos mais importantes do ano, para desfilar no Carnaval de 1999 na cidade do Rio de Janeiro. Na opinião de diversos jornalistas, se não houvesse tantos problemas, a equipe de Florença teria se sagrado campeã naquele ano, no entanto a vinda de Edmundo teria desagradado o elenco italiano. Jogando um futebol ofensivo, a Fiorentina liderou a classificação da Serie A em 17 das 20 primeiras rodadas, tudo corria bem até o Carnaval no Brasil. A Fiorentina teria uma sequência difícil: no primeiro jogo, empate sem gols contra o Milan e o artilheiro Batistuta se lesionou. Logo após, Edmundo pediu dispensa e autorizado, embarcou para o Rio de Janeiro para desfilar no Carnaval pela escola de samba Salgueiro desfalcando a equipe diante da Udinese, que acabou derrotando a Viola por 1 a 0, fazendo com que perdessem a ponta da tabela. Antes, ainda fora visto jogando futevôlei na praia de Ipanema com Renato Gaúcho. A Fiorentina acabou emendando outros dois empates mesmo com Edmundo de volta, diante da Roma e Salernitana, além de outros resultados sem vitória, sequência que acabou tornando muito difícil a briga pelo título da equipe de Florença. No Rio de Janeiro, segundo o amigo e radialista Washington Rodrigues, teria quase ficado, por estar insatisfeito com a vida em Florença. Ainda no Rio, o jogador teria, segundo jornais italianos, chamado o argentino Batistuta de "perdedor", e Rui Costa de "invejoso". Em resposta, Rui Costa afirmou: "Enquanto estamos trabalhando para vencer, Edmundo se ocupa em festejar e nos ofender". Já Batistuta foi mais político, alegando não querer comentar sobre o brasileiro. Anos depois, em documentário, o argentino definiu a ida de Edmundo ao Brasil e a permissão dos dirigentes da Fiorentina como "uma traição" , já que naquele momento estava lesionado e Edmundo deveria assumir o protagonismo da equipe. A estadia no Carnaval carioca tampouco agradou os torcedores, que afixaram no portão da casa de Edmundo, antes de sua volta, a seguinte mensagem: "Agora basta: silêncio e vitória". A torcida ainda tentou uma audiência com o atacante para garantir que ninguém pegaria em seu pé caso fizesse em campo tudo o que sabia fazer, o atacante respondeu que não falaria com ninguém, tampouco abriria uma exceção para os torcedores. O clima ruim de Edmundo no clube fez com que alguns companheiros, como o volante Sandro Cois e o lateral Moreno Torricelli se posicionassem publicamente pela saída do atacante.
Todavia, o clube nem pensava em se desfazer de Edmundo, uma vez que em campo continuava um Animal. Ao lado de Batistuta e Rui Costa, ele carregou o time nas costas. Mesmo com todos os problemas de relacionamento, o trio avassalador formado pelo brasileiro, argentino e português totalizou 39 gols naquele campeonato (o equivalente a mais de 70% do total da equipe), mantendo até a reta final a briga pelo Scudetto, porém, ao final, tiveram que se contentar com a terceira colocação e classificação para a Liga dos Campeões do ano seguinte. O atacante teve ainda outra chance de conquistar um título pelo clube italiano, uma vez que a Fiorentina estava na final da Copa da Itália de 1999, contudo, após dois empates na decisão diante do Parma, acabaram amargando o vice-campeonato pelo critério de gols fora de casa.
Com os seguidos problemas de comportamento, Edmundo começou a negociar sua volta para o Vasco. A volta do ídolo passa a ser prioridade para os dirigentes do clube, que chegam a um consenso com a Fiorentina e principalmente seu presidente, Cecchi Gori, que inicialmente era contra a venda do atacante. A torcida vascaína, entusiasmada com a volta, passa a cantar seu nome nos jogos. Durante a passagem pelo clube italiano, Edmundo marcou 17 gols.

### Retorno ao Vasco da Gama
Edmundo retornou ao Vasco pela quantia de US$ 15 milhões, a maior transferência já paga por um clube brasileiro até então. A vultosa quantia foi paga com ajuda da parceria entre o clube e o banco norte americano Nations Bank (hoje Bank of America). Com o retorno praticamente assegurado, o vice-presidente da época, Eurico Miranda, declara que Edmundo seria o maior ídolo do Vasco, a frente de Roberto Dinamite. Já o técnico, Antônio Lopes, garante que o camisa 10 será titular, negando, todavia, que Edmundo vá receber qualquer tipo de regalia.
Edmundo chega no segundo turno do Campeonato Carioca de 1999 e em sua segunda partida, ajuda o Vasco a ser campeão marcando os 2 gols da vitória na final da Taça Rio sobre o arquirrival Flamengo levando um Maracanã lotado ao delírio. Porém, nas finalíssimas do Estadual, nem sua presença e o gol que marcara no empate na primeira partida da decisão impede o título do Flamengo.
No Campeonato Brasileiro de 1999, o ídolo foi o artilheiro do time e ajudou a equipe a fazer boa campanha na primeira fase, em que o Vasco termina em terceiro. Neste campeonato, após mais um clássico contra o arquirrival Flamengo, vencido pelos vascaínos por 1 a 0, Edmundo proferiu uma de suas provocações mais marcantes. Ao ser cercado por repórteres no fim da partida e questionado se o placar teria sido justo ou pouco, o Animal afirmou: "Foi muito pouco. Nosso time é dez vezes melhor do que essa merda". O Vasco, porém, acabou eliminado no primeiro mata-mata pelo surpreendente Vitória. Edmundo estava punido pela diretoria do clube por ato de indisciplina nos dois primeiros duelos dessa fase e sem ele, a equipe não venceu. Na terceira partida, o Vasco necessitava de uma vitória e o técnico Antônio Lopes confirmou o atacante: "O Edmundo é extra-série. Hoje, ele é o melhor jogador de futebol do Brasil. Sempre que puder, vou escalá-lo". Contudo, o resultado terminou empatado e o Vasco não avançou. Ao fim do ano, recebe no clube a companhia de Romário, desafeto seu desde o ano anterior; o Baixinho fora dispensado do Flamengo por ter ido em uma casa noturna após uma derrota. Edmundo inicialmente tolera o colega pois recebera a promessa de Eurico Miranda de que Romário ficaria apenas para as disputas do Mundial de Clubes da FIFA em 2000.
No ano seguinte, ambos fazem uma trégua e levam o Vasco à final do Mundial. Primeiramente, o Vasco derrotou o South Melbourne (2 a 0) com gol de Edmundo, depois uma vitória avassaladora sobre o Manchester United (3 a 1) com atuações espetaculares da dupla. Nessa partida, Edmundo deu assistência para gol de Romário gerando uma emblemática comemoração com os dois abraçados, além de ter feito o gol mais bonito de sua carreira: de costas para o marcador Mikaël Silvestre, deu, com um toque de bola, chapéu no adversário, deixando-o no chão e emendando um outro toque para encobrir o goleiro Mark Bosnich para delirar a plateia que lotou o Maracanã. Todavia, após também vencer o Necaxa (2 a 1), ele foi um dos que desperdiçaram um pênalti na decisão contra o Corinthians, no mesmo Maracanã, fazendo com que o Vasco perdesse o inédito título. Nessa decisão, Edmundo recebeu um passe que o deixaria frente a frente com o goleiro adversário; no entanto, um impedimento inexistente foi assinalado. Ao fim da competição, foi premiado com a Bola de Prata como o segundo melhor jogador do torneio. Anos depois, em entrevista ao programa Tá na Área, do canal esportivo SporTV, o atleta afirmaria que aquele pênalti perdido foi o pior momento de sua carreira.
Com a permanência de Romário no clube contrariando a promessa que recebera de Eurico Miranda, Edmundo deu início a uma guerra de egos entre os dois maiores craques da equipe. A rixa fez com que Edmundo chegasse a se recusar a enfrentar o Palmeiras pelo Torneio Rio-São Paulo, pelo fato de perder a faixa de capitão para Romário. "É como se eu fosse um jornalista importante que, depois de ficar três dias parado por causa de uma doença, voltasse à empresa como office-boy", comparou. Também declarou: "Estava dentro da minha casa, chegou uma outra pessoa e dormiu na minha cama". Depois outra briga, dessa vez pela cobrança de pênaltis. Em partida contra o Bangu pelo Campeonato Carioca, após pênalti assinalado a favor do Vasco, Edmundo se prontificou para a cobrança, todavia Romário ignorou o pedido e cobrou, perdendo a penalidade. No intervalo da partida, ao ser perguntado por repórteres sobre a situação, o Animal declarou: "Quem manda é o homem lá, eu só estou treinando, sou eu que estava treinando os pênaltis. Mas quem manda é o homem. Se o homem quer que bata o príncipe, eu não tenho culpa". E no fim, ao ser questionado pelos mesmos repórteres sobre quem seria o "rei" (uma vez que definiu Romário como "príncipe"), respondeu que este era Eurico. Romário, por sua vez, roubou a atenção para si quando posteriormente ultrapassou Edmundo e se tornou artilheiro do campeonato, provocando o companheiro com a seguinte analogia: "É isso aí, agora a corte está toda feliz, o rei, o príncipe e o bobo (Edmundo)". Em campo, a ira de Edmundo era descontada nos marcadores adversários, chegando a proferir provocações como "seu salário não paga o meu cafezinho", fazendo com que ele fosse eleito pela revista Placar, em votação entre colegas de profissão, o jogador mais odiado do Brasil.
Em maio, o jogador tenta uma reaproximação com Romário, a afirmar que "ele (Romário) mostra em campo que merece receber mais carinho", num discurso direcionado a parte da torcida do Vasco, que provocava Romário pelo tempo em que ele tinha jogado no arquirrival, o Flamengo (Edmundo sempre fora o grande ídolo da torcida e muitas vezes tinha seu nome cantado em provocação a Romário). A resposta do Baixinho, contudo, é dura: "Agora não tem jeito: a guerra vai ser para sempre. E quem compete comigo, perde. Não adianta".
O desgaste provocado pela rixa com Romário leva Edmundo ao afastamento, onde chegou a ficar dois meses sem jogar. Se não contava com prestígio no seu próprio clube por parte da diretoria, embora tinha o maior prestígio perante a torcida, o mesmo não se podia dizer de outras equipes. Nesse período de ocaso, o jogador foi abordado pelo Napoli, Perugia, Milan, Chelsea e até pela Fiorentina, seu ex-clube, além de São Paulo, e Botafogo.

### Empréstimos

#### Santos
O seu destino, contudo, acabou sendo o Santos, numa cessão por empréstimo. Ao justificar a contratação, o presidente do clube santista, Marcelo Teixeira, afirmou: "Precisamos ser respeitados como no passado e nada melhor do que Edmundo para isso".
Na chegada ao novo clube, onde reencontra os ex-colegas Freddy Rincón e Carlos Germano, ele afirmou que a fase polêmica e de brigas tinha ficado no passado. Edmundo também mostrou-se incomodado com os comentários de que aquela seria a sua última chance para retornar definitivamente a Seleção Brasileira: "Já ouvi dizer umas 20 vezes que estou tendo minha última chance. Agora, dizem o mesmo sobre minha passagem pelo Santos. Não é a última, claro que não. Mas é uma grande chance".
A chegada de Edmundo, contudo, levantou dúvidas quanto a possibilidade da equipe paulista em arcar com altos salários, como os do craque e de outros jogadores como Rincón e Carlos Germano. O Santos vivia enorme problema financeiro na época, gerando insatisfação de grande parte do elenco santista que convivia com salários atrasados e Edmundo foi o responsável por segurar a bomba em diversos momentos devido aos constantes problemas. Com o fracasso da parceria com o consórcio CIE/Octagon, o presidente do clube passou a tirar dinheiro do seu próprio bolso, para mantê-lo. O questionamento acabou se provando verdadeiro, já que em pouco tempo, Edmundo também passou a reclamar publicamente dos salários atrasados. O estopim para a saída do atacante foi uma declaração dada a imprensa: "De que adianta ganhar fortunas se não recebemos? É melhor ganhar um salário mais baixo mas receber" e ao ser questionado sobre qual presente pediria a Papai Noel, cravou: "Queria ganhar na loto e não precisar mais jogar". O presidente Marcelo Santos condenou a declaração e pôs fim ao empréstimo do atacante. Com isso, apesar do bom desempenho no clube paulista, com 13 gols marcados em 20 partidas, acabou sendo devolvido ao Vasco, que o emprestou para o Napoli, da Itália.

#### Napoli
Edmundo retornou à Itália em janeiro de 2001, sendo apresentado perante a torcida do Napoli. O clube passava por problemas financeiros e no campeonato italiano figurava na zona de rebaixamento. Depositando em Edmundo sua grande esperança de salvar a temporada, a torcida do Napoli viu o atacante fazer pouco em campo, marcando apenas 4 gols em 17 partidas. Com o rendimento abaixo da média, Edmundo deixou de ser primeira opção do treinador Emiliano Mondonico e passou a frequentar o banco de reservas, o que lhe causou insatisfação e o fez cogitar deixar o clube mesmo recebendo um dos maiores salários do elenco. Em certa ocasião, após mais uma partida entre os reservas, o treinador declarou a jornalistas que Edmundo estava sendo poupado pois se recuperava de problemas físicos, o Animal prontamente negou e expôs em entrevista "Não posso comentar nada. Porém, não tenho nenhuma lesão e estou perfeitamente bem. A decisão foi apenas do treinador". Ao fim da temporada, não conseguiu mesmo impedir o rebaixamento do clube (ainda teve um gol mal anulado contra o Brescia, que nas contas finais da tabela salvaria o Napoli da segunda divisão) e sacramentava ali uma das mais apagadas passagens de sua carreira.
Cansado de ser emprestado, Edmundo entrou na Justiça do Trabalho e em julho de 2001 obteve decisão judicial favorável para o desvincular do Vasco, detentor do seu passe.

### Cruzeiro, Japão e retorno ao Vasco

#### Cruzeiro
Um dia depois de conseguir o passe livre, acertou sua transferência para o Cruzeiro. Três meses depois, porém, foi mandado embora por justa causa em razão de uma declaração dada na partida contra o ex-clube Vasco, em que o Cruzeiro perdeu de 3 a 0. Edmundo afirmou: "Tomara que não faça gol. Se acontecer, vai ser por puro profissionalismo. Mas não haverá comemoração, porque não posso comemorar derrotas minhas, como torcedor vascaíno".
No final da partida, quando a derrota já estava praticamente sacramentada, o jogador desperdiçaria um pênalti para delírio da torcida vascaína que a todo momento ecoava o cântico que marcou sua trajetória no clube: "Ah é Edmundo" e ainda provocava o próprio atacante, Romário, autor dos três gols da vitória do Vasco nesse jogo. Após o apito final, Edmundo que saíra ovacionado pela torcida vascaína é dispensado no vestiário. O presidente do Cruzeiro, Zezé Perrella alegou que o jogador desrespeitou o clube e deu a seguinte declaração: "Ele vai cuidar da carreira dele, de preferência no Vasco. Pra um jogador que não pode fazer gol no Vasco realmente é complicado trabalhar em outra equipe que não seja o Vasco".

#### Tokyo Verdy
No final de outubro de 2001, Edmundo acertou sua transferência para o Tokyo Verdy, do Japão. Como de praxe, não demorou a se envolver em polêmica. Contundido, voltou ao Brasil em fevereiro de 2002 para realizar uma cirurgia no pé direito. Quatro dias depois, de muletas, apareceu no Sambódromo do Rio de Janeiro para acompanhar de camarote o desfile de Carnaval, enlouquecendo os dirigentes japoneses. Entretanto, em campo o atacante correspondeu. Naquele ano de 2002, mesmo distante das performances do antigo Animal, as boas atuações de Edmundo, que foi o artilheiro do time na liga (16 gols), rechaçaram a expectativa de rebaixamento do Tokyo Verdy e levaram o clube ao quarto lugar do Campeonato Japonês. Nessa temporada, o atacante marcou 21 gols em 32 partidas. Ao todo, foram 25 gols pelo clube japonês.

#### Urawa Red Diamonds e retorno ao Vasco da Gama
No final daquele ano, algumas especulações diziam que ele voltaria ao Brasil, todavia o jogador permaneceu no Japão e em janeiro de 2003, assinou pelo Urawa Red Diamonds. A passagem não durou muito. Três meses depois e com apenas duas partidas feitas pelo time japonês, Edmundo rescindiu o contrato, alegando saudades da família. No meio de 2003 ele então voltou ao clube de coração, o Vasco da Gama. Mas lá, assim como no Santos, reclamava abertamente dos atrasos nos salários e não escondia a insatisfação com a qualidade do elenco. No intervalo de uma partida contra o Juventude foi perguntado por repórteres se havia algum problema com ele e prontamente respondeu: "Sofro falta e o juíz me xinga. Errei o primeiro passe e a torcida vaiou. Quatro meses sem receber. Precisa mais alguma coisa?" e também não poupou palavras ao fim de um empate contra o Fortaleza: "O time é ruim, só isso. Quer que eu fale mais o que?". Em dezembro foi embora e chegou a declarar em entrevistas que pensara em encerrar a carreira. À revista Placar, defendeu-se dos que o tachavam de "mercenário", além de atacar implicitamente Eurico Miranda:
| “ | Não há justificativa. Fiquei nove meses no clube e sete sem receber. Isso não existe. Cumpri todos os meus horários, joguei todos os jogos que tive condições. Não há o que contestar. (...) O Vasco ficou sete meses sem me pagar e publicamente eu fui o errado. Isso vai se repetindo e enche o saco. (...) Eu vejo com tristeza esta situação. Jogador de futebol é tido como mercenário, é execrado. Mas a maioria dos clubes não paga 13º, FGTS, férias e outros direitos. Há clubes sérios, como o Palmeiras, que não me deve um tostão. O problema é que a gente trabalha com um esporte de paixão e é mais fácil jogar a culpa em cima do jogador. Vários clubes estão falidos e tiveram apoio de empresas fortes, receberam milhões de dólares e olha como está a situação. Tem gente que está há anos e anos no clube, sem receber salário, e tem mansão em Angra e em Miami. E ninguém fala nada | ” |

### Fluminense e passagem relâmpago pelo Nova Iguaçu

#### Fluminense
Em 2004 Edmundo se transferiu ao Fluminense, afastando boatos de aposentadoria, afirmando que só pensaria em encerrar a carreira se começasse a se arrastar em campo. Chegou com o aval de Romário, com quem se acertara em 2003, e motivado a retomar o bom futebol:
| “ | No Vasco não me pagavam, eu podia fazer o que quisesse, caí num marasmo e não deu certo. Não tive a concentração e dedicação necessárias, o que me leveu a me contundir demais em 2003, como nunca aconteceu antes. (...) Este ano estou mais focado, melhor psicologicamente. (...) O Flu parece ter pessoas sérias e um projeto consciente. | ” |

Edmundo frisou que ainda tinha a habilidade de antes, "cem por cento. Não tenho o mesmo vigor físico, mas aprendi outros macetes. Só que nunca mais joguei em times tão competitivos quanto o Palmeiras de 1993 e 1994 e o Vasco de 1997. Isso precisa ser levado em conta". A reestreia em campo da parceria com Romário funciona na primeira partida, contra o Madureira, em que cada um marcou na vitória tricolor por 2 x 1. Porém, nos jogos seguintes a dupla não empolga. O Fluminense perde a Taça Rio de 2004 para o Vasco da Gama, numa final onde Edmundo é criticado pelo seu técnico, Ricardo Gomes, por conta de seu posicionamento. No decorrer do ano, o atacante pouco atuou, acometido por lesões, passou grande parte da temporada no departamento médico. Ao todo, Edmundo marcou nove gols com a camisa tricolor. Ao fim do ano deixou o clube.

#### Nova Iguaçu
Após um tempo parado e cogitando aposentadoria, em maio de 2005, Edmundo recebeu um convite inusitado e inédito em sua carreira. Por meio do seu  amigo e um dos fundadores do clube, o meia Zinho, recebeu proposta para atuar no Nova Iguaçu, que estava na segunda divisão do Campeonato Carioca. O contrato duraria até julho daquele ano, quando a competição terminasse, contudo sua contratação teria uma função além dos gramados. Uma empresa local pagaria vinte e mil reais por mês a Edmundo e em troca, o jogador emprestaria seu nome e imagem para ações sociais junto com a prefeitura de Nova Iguaçu, como a criação e divulgação de diversas escolinhas de futebol na cidade. O projeto tinha o slogan de "Edmundo é social". Envolvido com a ideia, o craque aceitou o convite e em sua coletiva de apresentação chorou diversas vezes, contando sua história familiar (O atacante perdeu um irmão para as drogas) e afirmando que estava diante de uma oportunidade única em sua vida, que era participar de projetos sociais em prol de crianças carentes, ressaltando ainda que nessa "nova fase", dinheiro era o que menos importava. Contudo, sua estadia no clube durou quase nada. Fez apenas duas partidas, marcando um gol de pênalti e saiu no fim do mês assim que o Figueirense, clube da Série A do Campeonato Brasileiro, lhe fez uma proposta. Edmundo alegou que a empresa que arcaria com seus custos não cumpriu o acordo. Inicialmente Zinho ficou chateado com o amigo, mas posteriormente também acusou a empresa de não honrar com sua parte, tendo prometido uma série de coisas a Edmundo e não ter cumprido nada. O presidente do clube se lamentou: "Ele abraçou uma causa social, a cidade se envolveu e, de repente, deixou tudo para trás. É muito difícil conduzir o Edmundo", afirmou.

### Figueirense
No dia 31 de maio de 2005, Edmundo foi apresentado no Figueirense. Lá, o Animal conseguiu renascer com o futebol de outrora e teve ótimas performances. Aos 34 anos, foi o artilheiro do time e peça fundamental para que o clube catarinense escapasse do rebaixamento, chegando inclusive até a frustrar os planos do árbitro Edílson Pereira de Carvalho de manipular os resultados de um jogo contra o Juventude, em que o atacante marcara um hat trick em vitória por 4 a 1 em Caxias do Sul e impedira uma derrota programada por este; o próprio Edílson justificou-se para os apostadores que obedecia no esquema que nada pôde fazer contra o desempenho de Edmundo naquele dia: "Você viu que barbaridade?", teria dito. Em entrevista ao programa de televisão da TV Globo "Fantástico" o árbitro recordou o feito: "Fui para o jogo com a finalidade de ajudar o Juventude. Mas não teve sequer uma ajuda. Ele destruiu o jogo". Apesar das intenções de prejuízo contra o clube, os pontos tiveram de ser tirados e a partida, remarcada.
Nesse Campeonato Brasileiro, Edmundo fez história, alcançando o posto de quinto maior artilheiro da história da competição, com a marca de 126 gols. Fez até gol olímpico e chegou a marcar um hat trick contra o seu amado Vasco na vitória do Figueirense sobre o clube carioca por 5 a 1, fazendo o que não fizera pelo Cruzeiro em 2001: cobrar pênaltis, fazendo-o inclusive duas vezes e comemorando em ambas. Ele, por muito pouco, não conseguiu sua terceira Bola de Prata como melhor atacante do campeonato - mesmo aos 34 anos, teria faturado o troféu caso a referida partida contra o Juventude não tivesse sido anulada.
As boas atuações chamaram a atenção dos dirigentes do Palmeiras, especialmente em uma partida contra o ex-clube, no Parque Antártica. Mesmo marcando os dois gols do Figueirense no empate em 2 a 2, foi ovacionado pela torcida palmeirense com o velho grito de "Au, au, au, Edmundo é animal". Ao fim da partida, trocou de camisa com um dos maqueiros do Palmeiras e declarou sonhar em voltar a defender o clube às rádios que o entrevistavam na hora. O Palmeiras, vendo seu grande desempenho no Figueirense, onde também tornara-se, com 15 gols - 18, se não houvesse remarcações -, o maior goleador em uma única edição do Brasileirão, resolveu recontratá-lo.

### Retorno ao Palmeiras
No dia 25 de novembro de 2005, anunciou o seu retorno à equipe alviverde para a temporada de 2006, depois de 11 anos, em um contrato baseado em seu rendimento, recuperando o status de ídolo e provocando crescimento da média de público nos jogos do time. Ao ser oficialmente anunciado, disse que, embora já não tivesse o vigor físico de antes, iria "jogar com muito mais amor à camisa, porque percebi a besteira que fiz na minha vida quando deixei o Palmeiras".
Na Copa Libertadores de 2006, o Palmeiras caiu nas oitavas de final diante do rival São Paulo. Edmundo marcou no empate por 1 a 1 na partida de ida, mas foram derrotados por 2 a 1 no Morumbi. Já no Campeonato Brasileiro, Edmundo marcou dez gols e foi o artilheiro do Palmeiras na edição, alcançando a marca também de terceiro maior artilheiro da história do Campeonato Brasileiro, com 136 gols, ficando atrás apenas de Roberto Dinamite (190 gols) e Romário (com 155). Seu empenho conquista até o truculento técnico Emerson Leão, que inicialmente fora contra a sua contratação. E mesmo com a péssima colocação da equipe no campeonato, não perde a idolatria da torcida.
| “ | Estou feliz, sem dúvidas. Nunca imaginei que chegaria na minha carreira a chegar em um momento como esse. O que sonhava era comprar uma casinha para a minha mãe e um fusquinha incrementado. Nunca pensei em ficar atrás na artilharia só do Dinamite e do Romário. | ” |

Em 2007, após um começo ruim, Edmundo ficou de fora de alguns jogos, fazendo uma preparação física personalizada. Em sua volta o Animal marcou 12 gols em 10 jogos e foi o segundo artilheiro do Paulistão, inclusive balançando as redes contra os três rivais: Corinthians, São Paulo e Santos. Porém, nessa última passagem pelo Palmeiras, fracassou em conquistar títulos. No Campeonato Brasileiro, a equipe chegou a liderar, mas com a queda de rendimento, perdeu inclusive a classificação para a Libertadores ao ser inesperadamente derrotada em casa para o desmotivado Atlético Mineiro na última rodada — parte da surpresa deveu-se ao fato de que a vitória atleticana beneficiou o rival Cruzeiro, que ficou com a última vaga.
Edmundo reeditou um pouco do Animal ao esnobar um aperto de mão do técnico Caio Júnior após substituição em clássico contra o São Paulo. Curiosamente, os dois se aproximariam após o incidente, depois que Edmundo, lacrimejando, foi se desculpar com o treinador. Caio teria inclusive o aconselhado a buscar a máxima artilharia dos Campeonatos Brasileiros como meta para continuar jogando (Edmundo somava, na época, 140), declarando que ele ainda teria qualidade por mais um ou dois anos.

### Aposentadoria no Vasco
No final de 2007, o jogador passa a ser especulado no Vasco da Gama, onde poderia voltar para terminar a carreira. As especulações se iniciam devido a declarações da diretoria palmeirense de que não iria renovar o contrato com o jogador. Contra Edmundo pesava o alto salário, estipulado em R$ 120 mil, a grande frequência no departamento médico na temporada de 2007 e a vinda do desafeto Vanderlei Luxemburgo como técnico do Palmeiras.
Fora dos planos do clube alviverde, o atacante passou a ser alvo do interesse de vários times. O treinador do Internacional na época, Abel Braga, declarou que gostaria de contar com o jogador, mas a contratação foi vetada pela diretoria colorada. Coritiba, Figueirense e São Caetano seriam outros interessados em contar com o futebol do ex-palmeirense. Edmundo, contudo, nunca escondera a preferência em voltar e terminar a carreira no Vasco, o que fez que com negociasse apenas com o clube cruzmaltino. A negociação foi lenta e demorada devido a ação judicial que o jogador movia contra o ex-clube, pedindo R$ 14 milhões de remunerações não pagas. O atacante aceitou reduzi-las pela metade e após o acerto salarial foi anunciado oficialmente no dia 21 de janeiro de 2008. Na sua apresentação o jogador voltou a falar de sua relação com o Vasco, classificando-a de uma 'empatia fora do normal' e prometeu encerrar a carreira no clube.
Aos 38 anos, o veterano Edmundo fez sua reestreia contra o arquirrival Flamengo na semifinal da Taça Guanabara, contudo perdeu pênalti e viu minutos depois o adversário marcar um segundo gol que os levariam a decisão. Já na Copa do Brasil de 2008, foi o artilheiro máximo da competição com seis gols. Como momento áureo, destaca-se o gol marcado na semifinal contra o Sport, em São Januário, aos 45 do segundo tempo, tento que fez explodir o público em emoção e levou a partida para os pênaltis no apagar das luzes. Todavia, nas cobranças, desperdiçou novamente um pênalti que custou ao Vasco a classificação para uma final. Chegou a martirizar-se raspando a cabeça e pedindo pessoalmente a Eurico Miranda para rescindir o contrato a fim de adiantar sua aposentadoria, sendo imediatamente demovido da ideia pelo presidente.
No Campeonato Brasileiro de 2008, formando uma excelente dupla de ataque com Leandro Amaral, foi o artilheiro do time na competição com 13 gols marcados (2 a mais que o companheiro).[carece de fontes?] Entretanto, esse ataque não fora suficiente para salvar aquele elenco tecnicamente limitado. Tendo expressado seu desejo de encerrar a carreira no clube do coração, Edmundo fez seu último jogo oficial no dia mais triste da história do Vasco até então, em que em meio as lágrimas após o apito final viu o clube cair pela primeira vez para a Série B, tornando-se o terceiro grande carioca a sofrer o descenso para a Segunda Divisão.
Mesmo com o fim catastrófico, o desempenho individual de Edmundo em seu último ano profissional foi ótimo, com 24 gols marcados em 48 partidas.[carece de fontes?]

### Despedida
No dia 16 de fevereiro de 2012, o presidente vascaíno Roberto Dinamite confirmou que Edmundo teria um jogo de despedida do Vasco perante a sua torcida, a ser realizado no dia 28 de março de 2012, contra o Barcelona Sporting Club, adversário que Edmundo escolheu justamente por ter sido o jogo da maior conquista da história do Vasco e ele não poder ter participado (estava na Fiorentina).

Assim, no dia 28 de março de 2012, Edmundo entrou em campo para sua despedida oficial no amistoso contra o time reserva do Barcelona - EQU, numa reedição da final da Copa Libertadores da América de 1998. O Vasco acaba ganhando o amistoso por 9 a 1, com direito a gols do ídolo Edmundo (2), Juninho, Éder Luís, Allan (2), Diego Souza, Alecsandro e Fellipe Bastos marcaram os outros gols do Vasco, e Asencio descontou para o Barcelona. O jogo foi uma verdadeira festa, com São Januário lotado, mais de 21 mil pessoas que foram saudar e dar o último adeus ao ídolo cruzmaltino. Após o jogo, extremamente ovacionado pela torcida e visivelmente emocionado declarou para repórteres que o entrevistavam:
| “ | Vendo o carinho que essa torcida tem por mim eu diria que eu deveria ter jogado aqui a minha vida inteira, mas as vezes a gente toma alguma atitude, faz algumas coisas sem pensar e elas dão errado. Mas, recebendo esse carinho e esse presente, lamentar do que? Eu tenho que comemorar, ser feliz e agradecer muito. | ” |

## Seleção Brasileira
Edmundo teve sua primeira convocação pelo Brasil em 1992, ainda pelo Vasco, em uma derrota por 1 a 0 para o Uruguai em Montevidéu, porém, sua estreia atuando dentro de campo foi na goleada por 5 a 0 sobre o México pela Copa Amizade, começando o jogo na reserva para entrar no segundo tempo, no lugar de Bebeto. Apesar do bom momento no Palmeiras, e de ter sido chamado por Carlos Alberto Parreira para a Copa América de 1993, não foi chamado pelo mesmo para a Copa do Mundo de 1994 por indisciplina. Em 1995, conquistou a Copa Umbro formando dupla de ataque com Ronaldo e fazendo um dos gols do título na final contra a Inglaterra.
Foi justamente em uma Copa América, a de 1997, sua terceira (participara também da de 1995, ficando com um vice-campeonato), que ele teve seu melhor momento na Seleção, ganhando seu primeiro título oficial com a camisa amarelinha. Chegou a reeditar nela a dupla com o então amigo Romário, e fez um dos gols do título, sobre a anfitriã Bolívia. Mesmo contra a equipe da casa, demonstrou novamente o Animal, socando sem que o juiz visse um adversário que lhe cometera uma falta dura minutos antes. Por conta da agressão, Zagallo imediatamente o substituiu por Paulo Nunes. O treinador admitiria que seguiu convocando Edmundo devido à excelente fase vivida por ele no Vasco, naquele ano em que seria campeão e artilheiro recordista do Brasileirão.
Em 1998, Edmundo foi convocado para a Copa do Mundo como reserva de Romário e Ronaldo. Mesmo com o corte do Baixinho, o técnico Zagallo manteve Edmundo no banco, sendo preterido pelo veterano Bebeto. A reserva nunca agradou ao atleta: Edmundo daria declarações dizendo estar em melhores condições que o tetracampeão. A frase repercutiu mal com o colega de Seleção, que fora, no Vasco, sua primeira dupla ofensiva, e o treinador: enquanto Bebeto disse que Edmundo fora "infeliz", Zagallo afirmou que "quem escala o time é treinador", ameaçando retirar da equipe qualquer jogador que demonstrasse indisciplina. Indiretamente, foi por causa do corte de Romário que também a relação entre ambos se deteriorou: com rancor de Zagallo e do coordenador Zico, este satirizou ambos na pintura dos banheiros da casa noturna que inauguraria posteriormente. Edmundo se mostrou contrário às provocações.
Edmundo, que também não se dava bem com o zagueiro Júnior Baiano, desentendeu-se ainda com o meia Leonardo, que procurou acalmá-lo: "Você sempre quer dar uma de bom moço", bradou o Animal. Ele já reclamara do restante do elenco após um amistoso contra o Athletic Bilbao, preparativo para a Copa, queixando-se de não receber a bola.
Na Copa, o Animal jogou duas vezes, sem se sair bem: contra o Marrocos, na primeira fase, e na final contra a França - partida em que entraria como titular devido à convulsão de Ronaldo. A escalação acabou alterada na última hora, contribuindo ainda mais para o mau ambiente dos jogadores para a partida: o grupo dividiu-se entre aqueles que defendiam a manutenção da escalação já divulgada, e os que apoiavam que Ronaldo entrasse jogando. Acabou prevalecendo o desejo do próprio Ronaldo em jogar. Edmundo entraria na partida nos últimos quinze minutos, substituindo César Sampaio.
Sua última partida pelo Brasil foi nas Eliminatórias da Copa do Mundo de 2002, no feriado de 15 de novembro de 2000, contra a Colômbia, convocado por Emerson Leão.

## Pós-aposentadoria
Em 2009, um ano após aposentar-se, Edmundo assinou contrato com a Rede TV! e tornou-se comentarista da emissora, além também de iniciar uma possível carreira na política, ao filiar-se ao PP. No ano seguinte, passou a ser comentarista na Rede Bandeirantes, junto com o também ex-jogador Neto, com ambos tendo trabalhado nas transmissões da Copa do Mundo de 2010 e, posteriormente, na Copa do Mundo de 2014.
Além de seu contrato com a Bandeirantes, Edmundo, paralelamente, toca a vida investindo em diferentes ramos — desde em franquias de grandes companhias, empresas de construção civil e o projeto FutBiz, com o objetivo de integrar agentes de futebol e novos jogadores.
Em 4 de setembro de 2016, anunciou sua saída da Band. Dias depois, o ex-jogador é contratado pela Fox Sports. No final de 2020, com a compra do Fox Sports pela Disney, ele deixou a emissora e em 13 de outubro de 2021, ele acertou seu retorno a Band, da qual saiu em março de 2022.

## Vida pessoal
Quando jovem, Edmundo era bastante boêmio, comportamento que reduziu após o acidente de carro em 1995:
| “ | Não vou me recuperar nunca deste acidente. (...) Minha vida mudou muito, comecei a dar valor a outras coisas, o lado material passou a não valer tanto. (...) Antes eu achava fantástico estar em lugares badalados, ao lado de pessoas famosas. Hoje, acho tudo isso uma besteira. Mas, apesar do trauma, durmo com a consciência tranquila" | ” |

Ele chegou a ter sua prisão decretada por conta do ocorrido, mas teve a condenação anulada e foi declarado inocente em 2021.
Entre as turbulências que já passou, encontram-se um filho fruto de uma relação com a modelo Cristina Mortágua, fora de seu casamento e a pior delas, a morte de seu irmão, que sofria com problemas com drogas, em 2002. Também ele, que tem outros três filhos, já admitiu ser um pai ausente. Uma outra polêmica foi inclusive no aniversário de um deles, em 1999: Edmundo, que contratara um circo para animar a festa, supostamente teria dado cerveja e uísque para um chimpanzé, revoltando entidades de defesa dos animais. O atleta negou o fato, alegando ter dado guaraná ao animal.
Chegou a ter um breve papel no espetáculo teatral do amigo Eri Johnson, em 1994, ajudando-o a atrair público para a peça Aluga-se um namorado, que ficaria 15 anos em cartaz. Sua única fala era responder "Oi, tudo bom?" a um bipe do personagem de Eri.
Durante o carnaval de 2012, ele fez uma declaração revelando que já teve relações sexuais com homens, gerando muita polêmica na mídia. Seu filho Alexandre Mortágua de Souza revelou ser homossexual.
Edmundo tem uma filha chamada Ana Carolina Sorrentino de Souza, que teve destaque na mídia em 2015 ao compartilhar um ensaio sensual no Instagram. Também é pai de Catarina e Edmundo Jr. com sua atual mulher.

## Títulos
Vasco da Gama
- Campeonato Brasileiro: 1997
- Campeonato Carioca: 1992
- Copa Rio Estadual: 1992
- Taça Guanabara: 1992 e 2000
- Taça Rio: 1992 e 1999
- Campeonato da Capital: 1992
- Troféu Bortolotti: 1997

Palmeiras
- Campeonato Brasileiro: 1993, 1994
- Torneio Rio-São Paulo: 1993
- Campeonato Paulista: 1993,[186] 1994[187]

Urawa Red Diamonds
- Copa da Liga Japonesa: 2003

Nova Iguaçu
- Campeonato Carioca - Série A2: 2005

Seleção Brasileira
- Amistad Cup: 1992
- Copa Umbro: 1995
- Copa América: 1997

### Campanhas de destaque
Vasco da Gama
- 2ª colocação - Campeonato Carioca: 1997, 1999 e 2000
- 2ª colocação - Torneio Rio-São Paulo: 2000
- 2ª colocação - Mundial de Clubes da FIFA: 2000

Flamengo
- 2ª colocação - Supercopa Libertadores: 1995

Fiorentina
- 3ª colocação - Campeonato Italiano: 1998–99
- 2ª colocação - Copa da Itália: 1998–99

Seleção Brasileira
- 2ª colocação - Copa América: 1995
- 3ª colocação - Copa Ouro da CONCACAF: 1998
- 2ª colocação - Copa do Mundo FIFA: 1998

### Prêmios individuais
- Prêmio Rei da América - El País: 1995 (3° lugar)
- Equipe ideal da América - El Páis: 1995 e 1997
- Melhor Atacante das Américas - El País: 1995 e 1997
- Bola de Prata da Revista Placar: 1993 e 1997
- Bola de Ouro da Revista Placar: 1997
- Seleção da Copa Ouro CONCACAF: 1998
- Bola de Prata da Copa do Mundo de Clubes da FIFA: 2000
- Jogador do Ano do Vasco: 1992, 1997 e 2008

### Artilharias
- Taça Nagoya: 1994 (2 gols)
- Campeonato Brasileiro: 1997 (29 gols)
- Copa do Brasil: 2008 (6 gols)

### Vice-artilharias
- Campeonato Mundial de Clubes: 2000 (2 gols)
- Campeonato Paulista: 2007 (12 gols)